# Morbid Visions
Morbid Visions (укр. Хворобливі видіння) — перший повноформатний студійний альбом бразильського рок-гурту Sepultura, що вийшов 1986 року.

## Про альбом
Morbid Visions став першим повноформатним альбомом бразильського рок-гурту Sepultura. Місцевий лейбл Cogumelo Records запропонував гурту записати його після того, як попередній мініальбом Bestial Devastation зробив Sepultura відомими на андеграундній метал-сцені. На відміну від Bestial Devastation, записаного в рідному Белу-Оризонті, Morbid Visions створювався в студії Vice Versa Studios в Сан-Паулу — на цьому наполягали представники лейблу. Продюсером платівки був Зе Луіс, але за словами Макса Кавалери, він не мав жодного впливу та дозволяв гурту записувати те, що вони захочуть. Окрім цього, музиканти-підлітки не приділяли увагу ретельному настроюванню гітар, тому окремі пісні звучали «не в тональності». Пізніше барабанщик гурту Napalm Death зізнавався, що його приваблювала ця недосконалість запису, проте це сталося випадково.
До альбому увійшло вісім пісень в жанрі екстремального металу. Музиканти погано володіли англійською мовою, тому деякі тексти було перекладено з португальської за допомогою словника. Попри свою примітивність, альбом суттєво вплинув на розвиток метал-сцени, зокрема, на норвезькі блек-метал гурти початку дев'яностих. Головним хітом платівки вважається пісня «Troops of Doom», яка за словами лідера гурту Макса Кавалери «знаходилася на іншому рівні» у порівнянні з рештою пісень з альбому, мала потужний вступ в стилі Black Sabbath, була яскравим зразком треш-металу та «вперше змусила нас пишатися собою».
Morbid Visions виходив як окремою платівкою, так і разом із піснями з дебютного мініальбому під назвою Bestial Devastation. 2023 року його перезаписали брати Макс та Ігор Кавалера, які на той час залишили Sepultura та заснували власний проєкт Cavalera Conspiracy.

## Список пісень
| #     | Назва                  | Тривалість |
| ----- | ---------------------- | ---------- |
| 1.    | «Morbid Visions»       | 3:23       |
| 2.    | «Mayhem»               | 3:15       |
| 3.    | «Troops of Doom»       | 3:21       |
| 4.    | «War»                  | 5:32       |
| 5.    | «Crucifixion»          | 5:02       |
| 6.    | «Show Me the Wrath»    | 3:52       |
| 7.    | «Funeral Rites»        | 4:23       |
| 8.    | «Empire of the Damned» | 4:24       |
| 33:35 |                        |            |

## Учасники запису
Sepultura
- Бас-гітара — Пауло-молодший
- Ударні — Ігор Кавалера
- Соло-гітара — Джаїру Гедз
- Спів, гітара — Макс Кавалера